# Urheimat
In glottologia, la Urheimat (dal tedesco: ur- originale, antico, pre- + Heimat casa, patria, in IPA: [uʁhajmat]), in italiano protopatria o patria originaria, è l'ancestrale regione di provenienza dei locutori di una certa protolingua. 
Poiché molti popoli tendevano a spostarsi e ad espandersi, non esiste una Urheimat assoluta; ad esempio, la Urheimat protoindoeuropea differente dalla Urheimat dei locutori di lingue germaniche o romanze. Se la protolingua veniva parlata in tempi storici, come il latino per le lingue romanze, la Urheimat è tipicamente indiscussa (nella fattispecie l'Impero romano). Se la protolingua non è attestata, o non è attestata la sua esistenza, sia l'esistenza sia l'esatta localizzazione della Urheimat possono essere solo di natura ipotetica.

## Ricostruzione
Nei casi in cui la Urheimat di un particolare gruppo linguistico non sia conosciuta, un metodo di identificazione è quello della paleontologia linguistica, attraverso l'analisi del vocabolario della protolingua e delle lingue derivate. Per esempio, se non esistessero documentazioni storiche e si volesse trovare l'Urheimat delle lingue romanze, la radice latina per "vacca", che è abbastanza simile per tutte le lingue neolatine, potrebbe indicare che le lingue romanze si sarebbero originate da un luogo dove ci fossero vacche.
- Italiano: vacca.
- Portoghese: vaca.
- Spagnolo: vaca.
- Francese: vache.
- Romeno: vacă.

## La patria indoeuropea

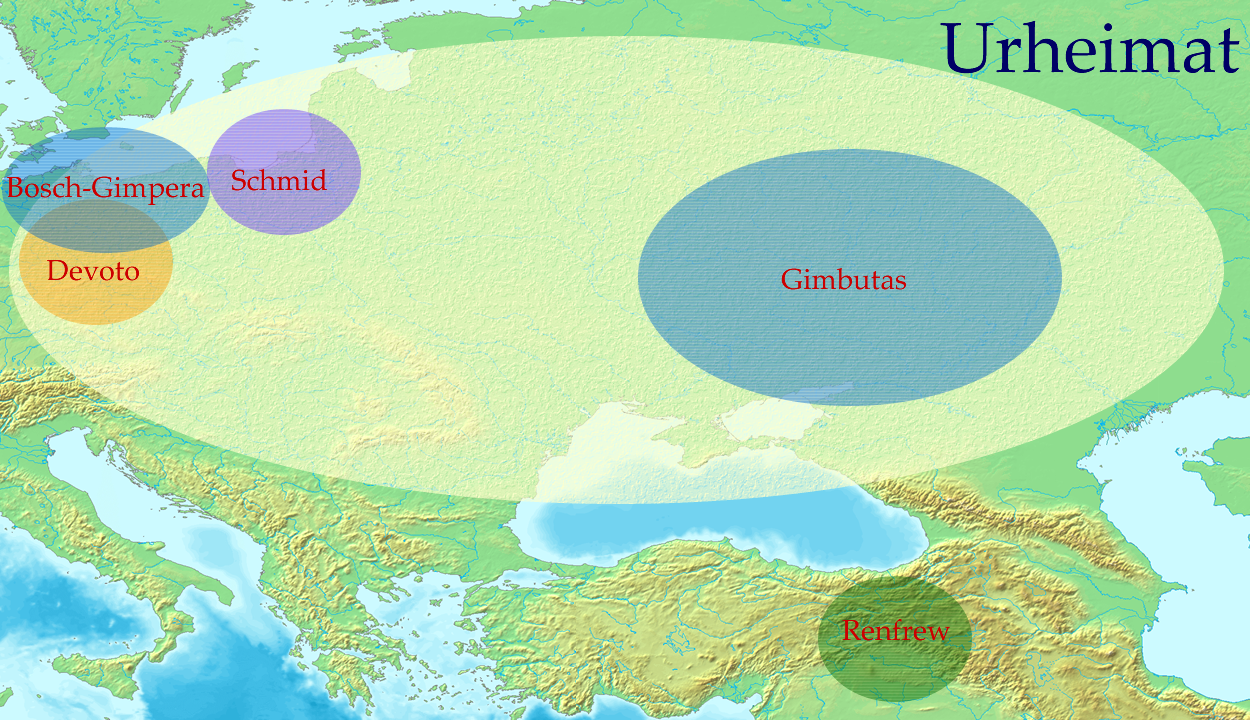
Le diverse ipotesi della localizzazione dell'Urheimat indoeuropea.

Gli studiosi hanno provato ad identificare la patria originale (ossia l'insediamento originario) del popolo dei protoindoeuropei, alla quale viene spesso attribuito genericamente il termine Urheimat. Questa indagine è stata spesso condotta tramite l'archeologia linguistica (detta anche archeolinguistica).
In accordo con questa metodologia, possibili indicatori geografici rilevanti sono termini simili per il faggio (anche se l'identificazione dell'indoeuropeo *bhagos con "faggio" è controversa, tanto che è stato proposto di intenderlo genericamente come "grosso albero a foglie caduche" visto che in alcune lingue indoeuropee il lemma derivato indica platani e simili) ed il salmone (mentre non esiste una parola comune per "leone" ad esempio; che oggi molte lingue europee possiedano termini simili per "leone" è dovuto solo a fenomeni più recenti di prestito).
Sono state proposte molte locazioni per una Urheimat indoeuropea. Secondo James Mallory, «Non ci si dovrebbe chiedere dov'è la patria degli indoeuropei?', piuttosto ‘dove l'hanno messa adesso?'».

## Altre patrie originarie

### Africa
- Patria dei Khoisan
- Patria afroasiatica, la patria originaria dei popoli parlanti le lingue afroasiatiche.
- Patria nilo-sahariana
- Patria dei Bantu

### Asia e Oceania
- Patria dravidica
- Patria caucasica
- Patria ugro-finnica (o uralica)
- Patria turchica
- Patria sino-tibetana
  - Patria cinese
  - Patria tibeto-birmana
- Patria austroasiatica
- Patria austronesiana
- Patria Hmong-Mien
- Patria Tai-Kadai.
- Patria coreano-giapponese

### America Settentrionale e Meridionale
- Na-Dene.